# Phaseolus maculatus
Phaseolus maculatus är en ärtväxtart som beskrevs av Scheele. Phaseolus maculatus ingår i släktet bönor, och familjen ärtväxter. Inga underarter finns listade i Catalogue of Life.